# Judenhaus (Hürth)

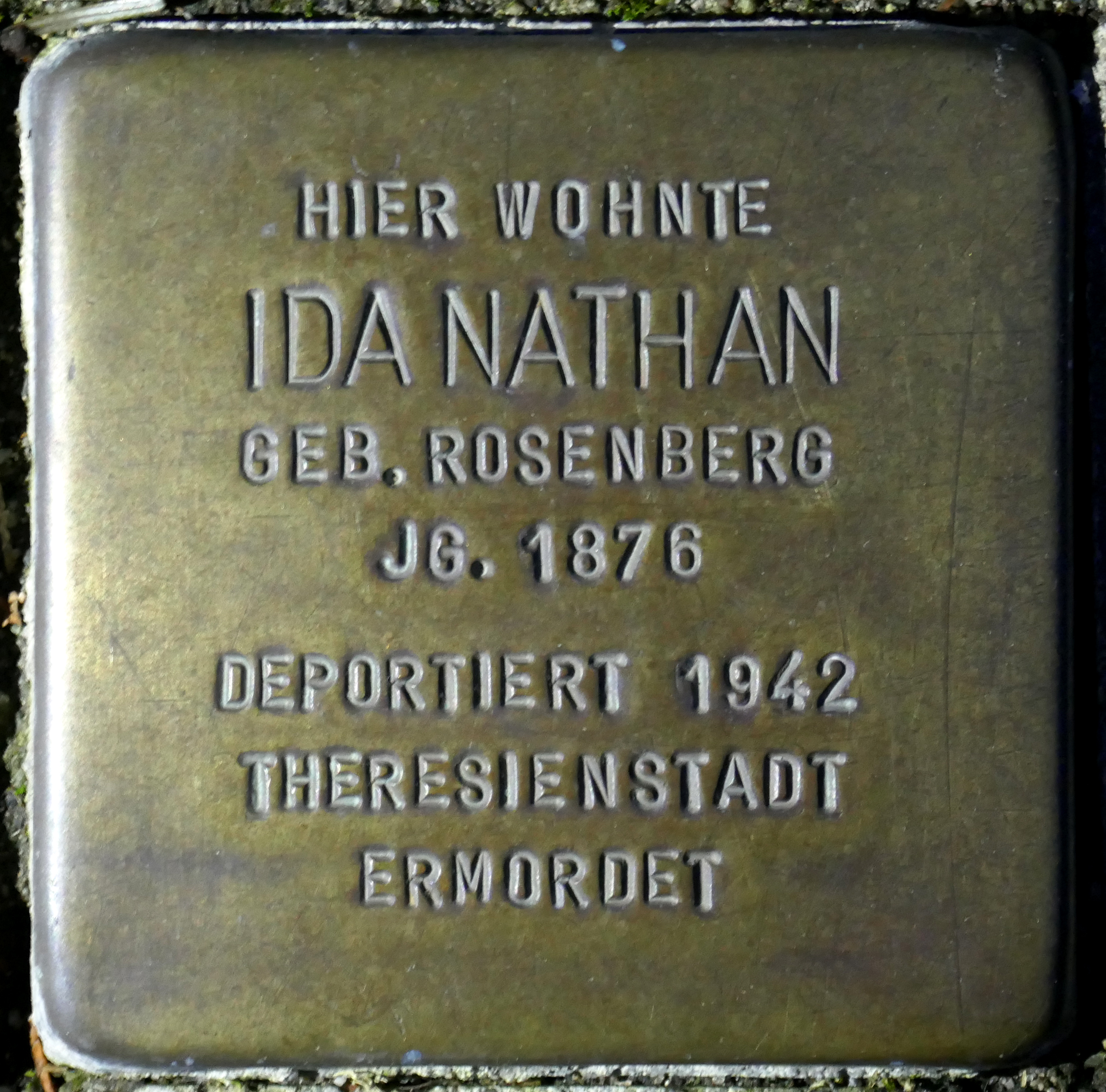
Stolperstein für Ida Nathan vor dem Judenhaus in der Großen Ölbruchstraße 29

Als  Judenhaus wurde in Hürth das Haus bzw.  Hinterhaus der Familie Nathan in Alt-Hürth bezeichnet, in das 1941 alle noch in Hürth lebenden Juden einziehen mussten.

## Geschichte
In der Behördensprache des NS-Staates wurden Häuser im (ehemals) jüdischen Eigentum als Judenhaus bezeichnet, in die ausschließlich jüdische Mieter und Untermieter zwangsweise eingewiesen wurden. Das Hürther Judenhaus wurde 1941 errichtet. Es befand sich in einem Hinterhaus in der Großen Ölbruchstraße 29. Die letzten 11 jüdischen Bewohner der Gemeinde Hürth mussten im Juli 1941 in das Judenhaus einziehen. Von dort erfolgten ein Jahr später die Deportationen in die Vernichtungslager Treblinka, Sobibor, Maly Trostinez und ins Ghetto Theresienstadt.

## Bekannte Bewohner
- Ludwig und Josephine Berg[7]
- Fritz, Henriette, Richard und Karoline Heidt[6]
- Ida und Luise Natan[4]